# Croix de Saint-Roch
La Croix de Saint-Roch est un menhir christianisé situé à Saint-Nectaire dans le département français du Puy-de-Dôme.

## Description
Le menhir est un prisme basaltique déplacé sur une distance d'au moins 3 km. Il mesure 2,20 m de hauteur et comporte trois faces de respectivement 0,50 m, 0,40 m et 0,50 m de largeur. Les faces nord et est sont planes. La face sud comporte une petite cupule près du sommet. Ce dernier est aplati. Au début du XXe siècle, il fut surmonté d'une pierre meulière qui servait de piédestal à une croix en fer forgé, puis la croix fut déposée, puis réinstallée.
Au pied du menhir repose une autre dalle de basalte, plate, de 1,22 m de long sur 0,77 m de large et 0,20 m d'épaisseur. Elle repose sur quatre blocs, telle la table de couverture d'un dolmen sur ses orthostates. L'ensemble, menhir et dalle, se dresse sur une petite butte de terre.

## Histoire
La croix qui surmonte le menhir est dédiée à Saint-Roch. Les fidèles de Saint-Nectaire et de Sapchat s'y rendaient en procession le dimanche suivant la fête de Saint-Roch.